# Uran(VI)-oxid
Uran(VI)-oxid (auch Urantrioxid, UO3) ist eine chemische Verbindung des Urans, die je nach Modifikation gelbe oder orange Kristalle bildet und zu den Schwermetalloxiden gehört.

## Darstellung
Uran(VI)-oxid wird durch Erhitzen von Uranylverbindungen wie Uranylnitrat-Hexahydrat in einer Sauerstoffatmosphäre bei 600 °C dargestellt.
Es kann auch durch Reaktion von Uran(V,VI)-oxid mit Sauerstoff bei hohem Druck dargestellt werden, wobei je nach Druck und Temperatur verschiedene Modifikationen entstehen.
{\displaystyle {\ce {2 U3O8 + O2 -> 6 UO3}}}

## Eigenschaften

### Physikalische Eigenschaften
Uran(VI)-oxid ist aufgrund des Urangehaltes radioaktiv. Man kennt eine amorphe und sechs verschiedene kristalline Modifikationen, in denen Uran die Koordinationszahl 6 oder 7 hat.
- α-UO3 kann aus amorphem Uran(VI)-oxid durch Erhitzen auf 500 °C bei einem Sauerstoff-Partialdruck von 40 Bar als beiges kristallines Pulver erhalten werden. Es hat eine orthorhombische Struktur mit der Raumgruppe C2mm (Raumgruppen-Nr. 38, Stellung 4).[7]

- β-UO3 wird aus α-UO3 bei 550 °C und einem Sauerstoffpartialdruck von 40 Bar als oranges oder rotes Pulver erhalten. Es bildet sich auch beim Erhitzen von Ammoniumdiuranat auf 500 °C in Luft. β-UO3 kristallisiert in der monoklinen Raumgruppe P21 (Raumgruppen-Nr. 4).[8]

- γ-UO3 entsteht beim Erhitzen von Uranylnitrat-Hexahydrat in Luft auf 400–600 °C als gelbes Pulver. Es kristallisiert in der tetragonalen Raumgruppe I41/amd (Raumgruppen-Nr. 141). Bei 50 °C geht es in eine orthorhombische Struktur mit der Raumgruppe Fddd (Raumgruppen-Nr. 70) über.[9]

- δ-UO3 bildet sich beim Entwässern von β-UO3·H2O bei 375 °C in Luft als tiefrotes Pulver. Die Kristallstruktur ist kubisch mit der Raumgruppe Pm3m (Raumgruppen-Nr. 221).[10]

- ε-UO3 bildet sich aus U3O8 in NO2 bei 250–375 °C als rotes Pulver.

- ζ-UO3 ist eine Hochdruckmodifikation, die sich bei 30 kbar und 1100 °C bildet. Es kristallisiert in der orthorhombischen Raumgruppe P212121 (Raumgruppen-Nr. 19).[11]

Frisch erzeugtes Uran(VI)-oxid aus irdischem Natururan hat eine spezifische Aktivität von 21050 Bq/g.

### Chemische Eigenschaften

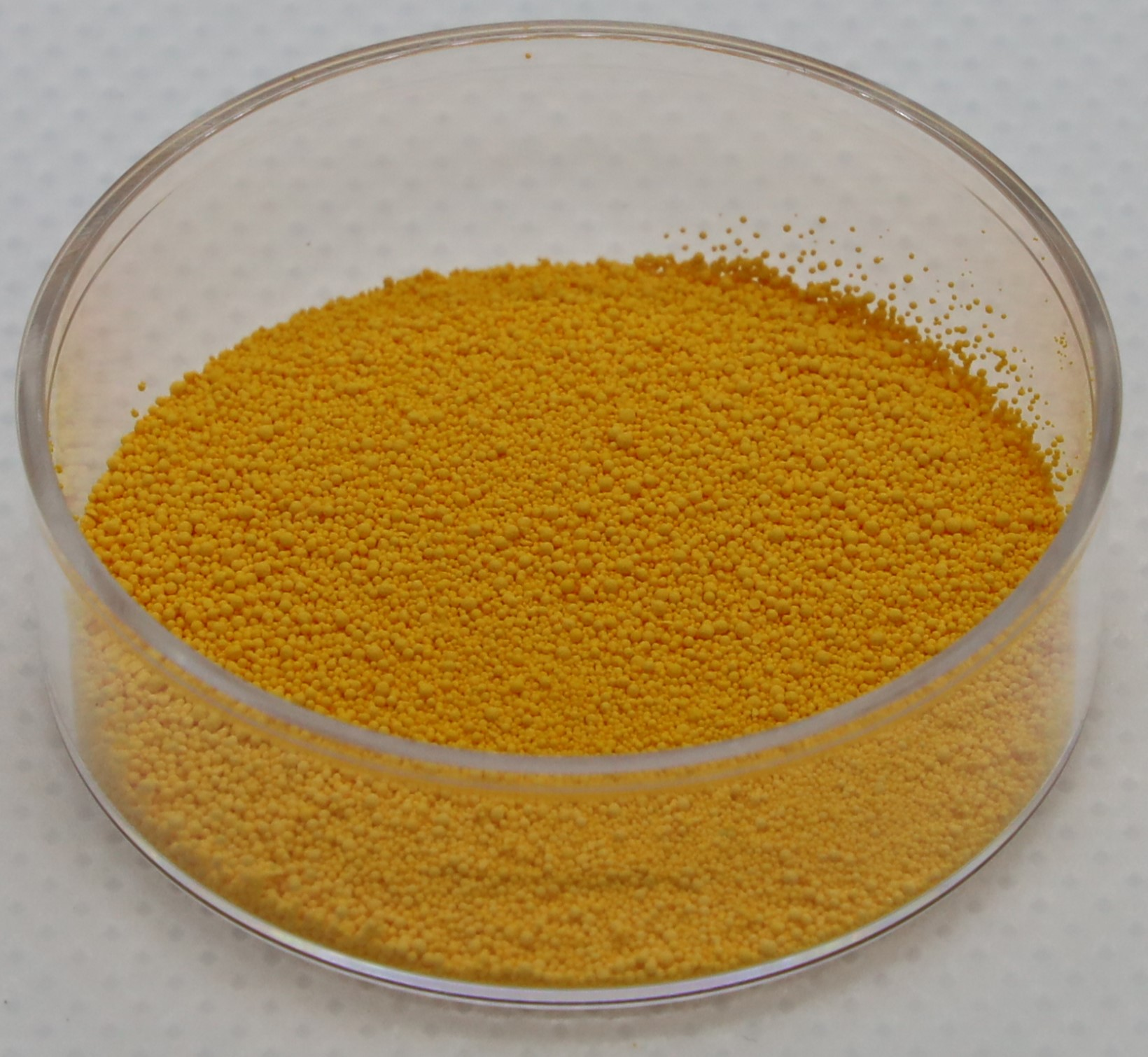
Uran(VI)-oxid (wasserfrei)

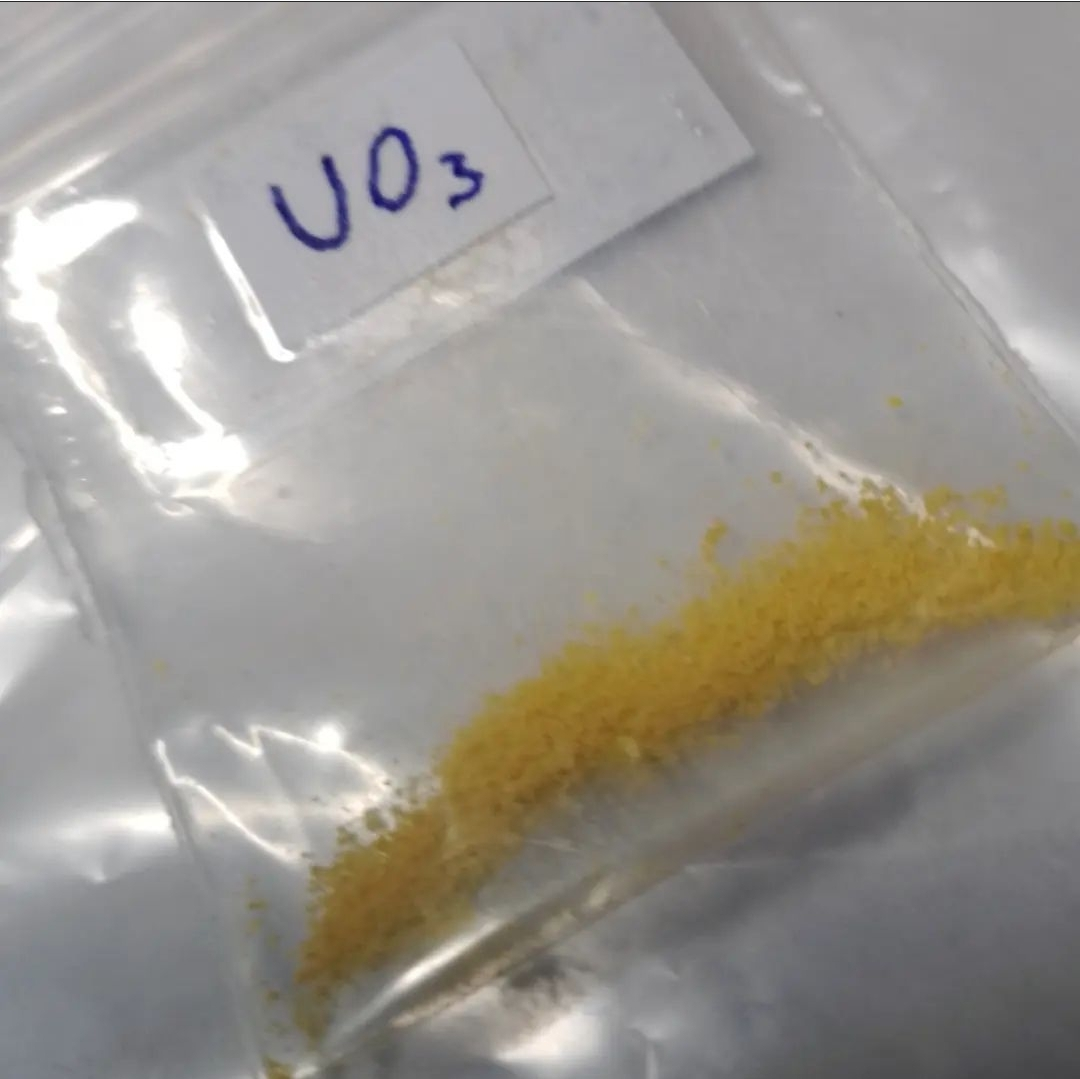
Uran(VI)-oxid (als Hydrat)

Uran(VI)-oxid ist amphoter. In sauren Lösungen bildet es Uranylionen UO22+. Im alkalischen Milieu werden Oxouranate gebildet. Bei 700–900 °C zerfällt es in Triuranoctoxid.

## Verwendung
Der größte Teil wird im Zuge der Urankonversion zu Urandioxid weiterverarbeitet, sonst gibt es keine wichtige Verwendung.

## Toxikologie
Die chemische Giftigkeit dieses Metalloxids ist viel gefährlicher als seine Radioaktivität. Es muss also vor allem Vorsorge gegen Vergiftung getroffen werden.